# Honeyland (film 2019)
Honeyland (Medena zemja) è un film documentario del 2019 diretto da Tamara Kotevska e Ljubomir Stefanov, al loro esordio alla regia di un lungometraggio.

## Trama
I documentaristi Tamara Kotevska e Ljubomir Stefanov seguono le fatiche quotidiane di Hatidze Muratova, una donna di mezz'età tra gli ultimi abitanti del piccolo villaggio di Bekirlija, nella Macedonia rurale. Lì, Hatidze vive sola e accudisce la vecchia madre, senza acqua corrente o elettricità, e praticando per vivere la centenaria arte dell'apicoltura tradizionale, sulla quale il film è incentrato. Tutto cambia quando nel villaggio si stabilisce una famiglia di allevatori di mucche nomadi che iniziano a insidiare il suo territorio. Dopo aver carpito alla donna i segreti dell'apicoltura, ma incapaci di praticarla con il giusto equilibrio tra profitto e rispetto naturale, finiscono per combinare guai a se stessi e a Hatidze. Costretti, dopo una grande morìa di bestiame a lasciare il villaggio, l'anziana donna ritrova la sua dimensione, proprio quando la madre lascia in silenzio questa vita.

## Produzione
Il film è stato girato per tre anni, arrivando ad ammontare oltre 400 ore di girato.

## Distribuzione
Il film è stato presentato in anteprima al Sundance Film Festival il 28 gennaio 2019. In Italia, è stato presentato in anteprima al IsReal Festival di Nuoro il 7 maggio dello stesso anno.

## Riconoscimenti
- 2020 - Premi Oscar[5]
  - Candidatura per il miglior film internazionale
  - Candidatura per il miglior documentario
- 2019 - Boston Society of Film Critics Awards[6]
  - Miglior documentario
- 2019 - Chicago Film Critics Association Awards[7]
  - Candidatura per il miglior documentario
- 2019 - European Film Awards[8]
  - Candidatura per il miglior documentario
- 2019 - New York Film Critics Circle Awards[9]
  - Miglior film di saggistica
- 2019 - Satellite Award[10]
  - Candidatura per il miglior documentario
- 2019 - Sundance Film Festival[11]
  - Premio della giuria: World Cinema Documentary
  - World Cinema Documentary Special Jury Award for Impact for Change
  - World Cinema Documentary Special Jury Award for Cinematography
- 2020 - Independent Spirit Awards[12]
  - Candidatura per il miglior documentario